# 霍奇遜湖
霍奇遜湖（英語：Hodgson Lake）是南極洲的湖泊，位於亞歷山大一世島，東面延伸至喬治六世海峽長2公里、寬1.5公里，最大水深90米，該湖在2007年11月20日以英國古湖沼學家命名。

## 外部連結
Anonymous (2009) Exploring Hodgson Lake Planet Earth Online, Natural Environment Research Council.